# Erhard Mayke
Erhard Mayke (* 6. Januar 1896 in Konitz; † 13. April 1962 in Berlin) war ein deutscher Eisschnellläufer. 

## Karriere
Im Jahr 1928 lief Mayke über alle Distanzen seine persönlichen Bestleistungen. Zudem nahm er im gleichen Jahr an den Weltmeisterschaften in Davos und den Olympischen Winterspielen in St. Moritz und teil, wo er über 500 m den 24. Rang belegte. Über 5000 m trat Mayke in St. Moritz ebenfalls an, beendete sein Rennen jedoch nicht.
Bei den Olympischen Winterspielen 1936 in Garmisch-Partenkirchen war er ebenfalls aktiv, dieses Mal allerdings als Zeitnehmer bei den Eisschnelllaufwettbewerben.

## Persönliches
Mayke kam 1900 aus der westpreußischen Stadt Konitz mit seiner Familie nach Berlin, wo sie eine lange Zeit im Ortsteil Schöneberg lebten. Sein Vater war Landschaftsgärtner. Mayke war zweimal verheiratet, seine langjährige Ehefrau Luise Placke kam aus Osnabrück. 
Während des Ersten Weltkriegs war er Soldat der Kavallerie von der preußischen Armee. Während des Krieges wurde er 1916 im Alter von 20 Jahren an der Schulter verwundet und hatte infolgedessen ein Loch in der linken Schulter. Nach dem Krieg arbeitete er in einer Kaffeerösterei.

## Weblink
- Erhard Mayke in der Datenbank von Olympedia.org (englisch)

| Personendaten    | Personendaten              |
| ---------------- | -------------------------- |
| NAME             | Mayke, Erhard              |
| KURZBESCHREIBUNG | deutscher Eisschnellläufer |
| GEBURTSDATUM     | 6. Januar 1896             |
| GEBURTSORT       | Konitz                     |
| STERBEDATUM      | 13. April 1962             |
| STERBEORT        | Berlin                     |